# Певчая славка
Певчая славка (лат. Curruca hortensis) — вид птиц семейства славковых, обитающий на юге Европы в Передней и Центральной Азии и Казахстане.

## Описание
Сверху монотонно тёмно-бурая с тёмной, почти чёрной шапочкой. Глаза жёлтые. Снизу беловатая, края хвоста белые. Самка немного бледнее самца. Молодые окрашены так же, но с явным рыжеватым оттенком. Шапочка выражена слабо.